# Schlotheimia fornicata
Schlotheimia fornicata är en bladmossart som beskrevs av Jean Étienne Duby 1877. Schlotheimia fornicata ingår i släktet Schlotheimia och familjen Orthotrichaceae. Inga underarter finns listade i Catalogue of Life.